# 1960-as magyar gyeplabdabajnokság
Az 1960-as magyar gyeplabdabajnokság a harmincadik gyeplabdabajnokság volt. A bajnokságban hét csapat indult el, a csapatok két kört játszottak.

## Tabella
| #  | Csapat                   | M  | Gy | D | V  | G+ | G- | P  |
| -- | ------------------------ | -- | -- | - | -- | -- | -- | -- |
| 1. | Bp. Építők               | 12 | 10 | 2 | 0  | 37 | 3  | 22 |
| 2. | Kinizsi Sörgyár SK       | 12 | 8  | 3 | 1  | 10 | 1  | 19 |
| 3. | Bp. Postás               | 12 | 6  | 3 | 3  | 18 | 7  | 15 |
| 4. | BVSC                     | 12 | 5  | 3 | 4  | 16 | 12 | 13 |
| 5. | Építők Rózsa Ferenc SK   | 12 | 4  | 2 | 6  | 9  | 23 | 10 |
| 6. | Postás Közhír            | 12 | 2  | 0 | 10 | 4  | 28 | 4  |
| 7. | Szabadsághegyi Pedagógus | 12 | 0  | 1 | 11 | 2  | 22 | 1  |

* M: Mérkőzés Gy: Győzelem D: Döntetlen V: Vereség G+: Ütött gól G-: Kapott gól P: Pont